# Staffan Isling
Pär Staffan Isling, född 7 november 1955, är en svensk ledare inom offentlig förvaltning som var VD för Sveriges kommuner och regioner 2019–2022.

## Biografi
Isling har gått treårig samhällsvetenskaplig linje på Gubbängens gymnasium och därefter en högskoleutbildning till socionom.
Isling har sedan 1980 haft flera chefsbefattningar inom offentlig förvaltning, bland annat som kommunchef och kommundirektör i Örebro, Tyresö, Haparanda och Gällivare. Han har även varit regiondirektör för Region Uppsala.
Mellan oktober 2019 och oktober 2022 var Isberg VD för Sveriges kommuner och regioner.